# Гурьянов, Григорий Назарович
Григорий Назарович Гурьянов (1914—1963) — участник Великой Отечественной войны, командир орудия 353-го артиллерийского полка 151-й стрелковой дивизии 38-й армии 1-го Украинского фронта, сержант, Герой Советского Союза (1944).

## Биография
Родился в 1914 году на станции Шентала Бугульминского уезда Самарской губернии в семье крестьянина. Мордвин.
Образование среднее. В Красной Армии с 1939 года. На фронте в Великую Отечественную войну — с декабря 1942. Член ВКП(б)/КПСС с 1943 года.
Командир орудия 353-го артиллерийского полка сержант Григорий Гурьянов отличился в боях 19—20 апреля 1944 года у села Живачов. Отражая контратаку вражеских танков и пехоты, расчёт его орудия уничтожил 3 танка и много гитлеровцев. Когда в бою был убит наводчик, разбита панорама, а щит орудия сорван, Гурьянов стал наводить орудие через канал ствола и уничтожил ещё 2 танка.
После войны старшина Гурьянов был демобилизован. Работал инструктором пожарной команды в Куйбышеве.
Умер 23 июля 1963 года.

## Награды
- Звание Героя Советского Союза присвоено 23 сентября 1944 года.
- Награждён орденами Ленина и Красной Звезды, а также медалями.